# Антонис Мину
Антонис Мину (грч. Αντώνης Μήνου; 4. мај 1958) бивши је грчки фудбалер.

## Каријера
Играо је на позицији голмана. Професионално је играо фудбал од 1980. до 1996. године за Касторију, Панатинаикос, АЕК из Атине и Аполон Смирнис, одигравши преко 300 утакмица у грчком фудбалу. За репрезентацију Грчке бранио је на 16 утакмица у периоду између 1986. и 1994. године. Био је у саставу грчке репрезентације на Светском првенству 1994. године, које је одржано у Сједињеним Државама.
Током 1998. године кратко је био тренер атинског АЕК−а.

## Трофеји
Панатинаикос
- Првенство Грчке: 1984, 1986.
- Куп Грчке: 1984, 1986, 1988.

АЕК
- Првенство Грчке: 1989, 1992, 1993.
- Суперкуп Грчке: 1990.
- Лига куп Грчке: 1989.